# Fairtrade Labelling Organizations International
Fairtrade Labelling Organizations International (o: Fairtrade International), es la organización que coordina a nivel internacional la certificación de productos de Comercio Justo "Fairtrade". Fairtrade es la primera certificación voluntaria para productos y tiene sus orígenes en el movimiento de Comercio Justo europeo de los años 80. Muchas ONG de Comercio Justo establecieron juntos en el año 1997 Fairtrade International, que entonces también se solía llamar "FLO". Actualmente Fairtrade International tiene su sede en Bonn, la ex-capital alemana, y es una asociación de 
24 organizaciones que trabajan para asegurar mejores condiciones a los productores del Sur. Las principales funciones de Fairtrade International son establecer los estándares internacionales para el sistema Fairtrade y prestar apoyo a los productores del Sur. Las tres redes de productores African Fairtrade Network (AFN), Coordinadora Latinoamericana y del Caribe de Pequeños Productores de Comercio Justo (CLAC), Network of Asian Producers (NAPP) son socios de pleno derecho de la Asociación, al igual que las 19 iniciativas nacionales que fomentan el uso del Sello Fairtrade en sus respectivos países. En España Fairtrade España desarrolla esta labor. En el año 2010 Fairtrade International comenzó un proceso de revisión de sus estructuras que en el 2012 ha llevado a la Asamblea General del Sistema a un cambio de la constitución de la Asociación para que los representantes de los agricultores y trabajadores en los países en vía de desarrollo no sólo sean miembros de pleno derecho de Fairtrade, sino además tengan juntos un 50% de los votos en todas las decisiones de competencia de la Asamblea General. Con ello Fairtrade International es guiada al 50% por las decisiones de sus principales beneficiarios, que son agricultores y trabajadores en países del Sur. 
Hay 991 organizaciones de productores en 66 países que trabajan con Fairtrade (datos de diciembre de 2011). 
Fairtrade Labelling Organizations International está dividida en dos organizaciones:
- Fairtrade International e.V. es una asociación sin fines de lucro reconocida públicamente que involucra a múltiples grupos de interés y que agrupa 24 organizaciones miembro. Fairtrade International desarrolla y revisa los criterios para los productos que llevan el Sello Fairtrade y apoya a los productores.
-FLO-CERT GmbH es una sociedad de responsabilidad limitada que coordina todas las tareas y tramita toda la información relativa a la inspección y a la certificación de los productores y del comercio. Actúa independientemente de cualquier otro interés, y sigue la norma internacional ISO para organismos de certificación (ISO 65).